# ترنتون، نوا اسکوشیا
ترنتون (نوا اسکوشیا) (به انگلیسی: Trenton, Nova Scotia) یک شهرک در کانادا است که در شهرستان پیکتو، نوا اسکوشیا واقع شده‌است. اقتصاد آن وابسته به صنایع سنگین بوده و بیشتر ساکنان آن در دو کارخانه بزرگ آن ناحیه مشغول کار هستند.

## خصوصیات
ترنتون ۶٫۰۰ کیلومترمربع مساحت و ۲٬۶۱۶ نفر جمعیت دارد و ۹۲ متر بالاتر از سطح دریا واقع شده‌است.